# Готторп

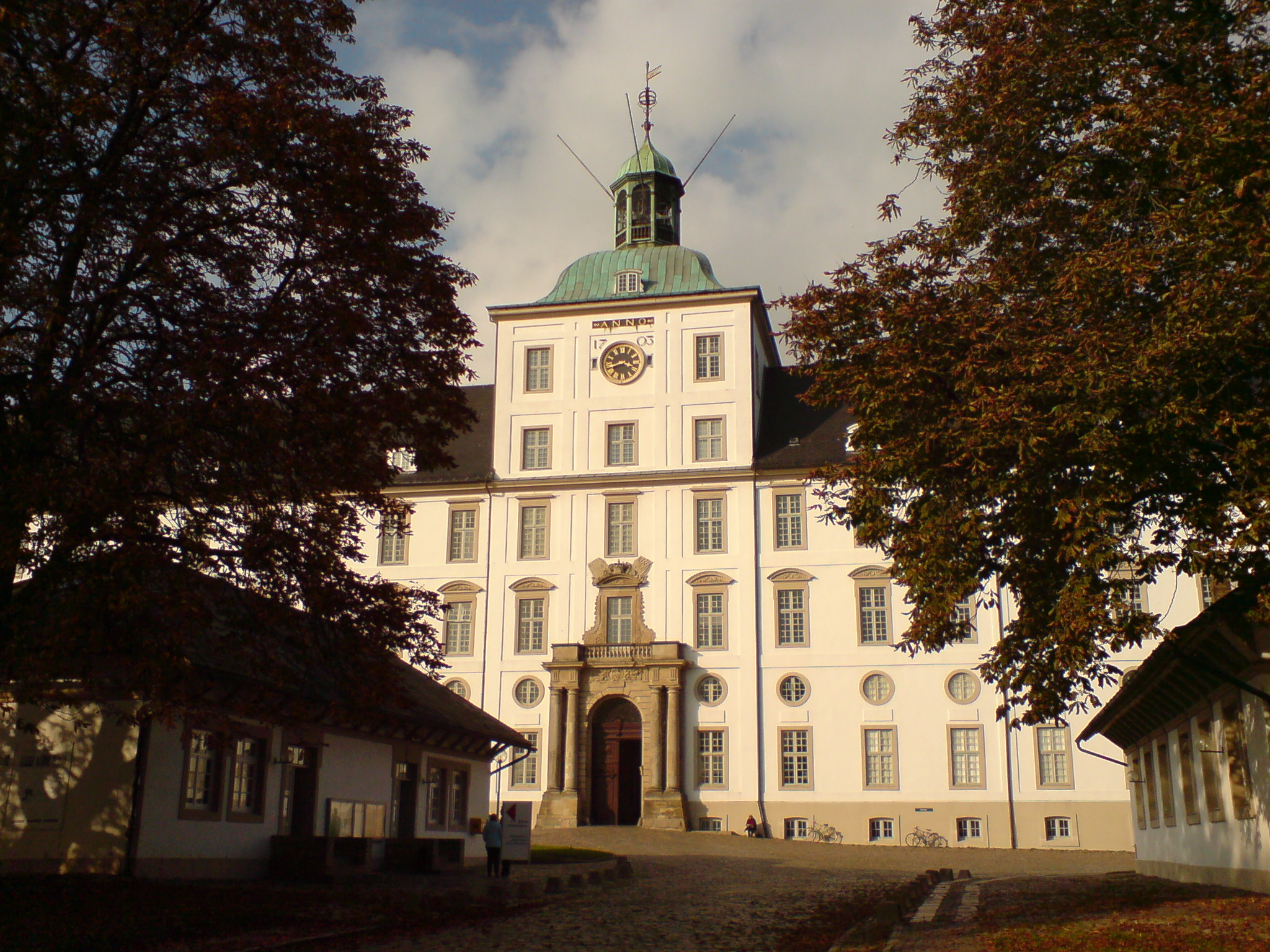
Готторпский замок в Шлезвиге.

Готторп (дат. Gottorp) или Готторф (нем. Gottorf) — дворец-замок, стоящий в немецком городе Шлезвиг на острове в заливе Шлей. До 1702 года — резиденция дома Гольштейн-Готторпов, представители которого правили Россией в 1761—1762 и 1796—1917 годах. В настоящее время в Готторпе помещаются региональные музеи археологии, искусства и истории культуры.

## История
Первые сведения о Готторпской усадьбе появляются в 1161 году, когда в этих местах поселился шлезвигский епископ Окко. В 1268 году Готторп был приобретён датским герцогом Шлезвига, а в 1340 году перешёл во владение графа Гольштейнского. Первый датский монарх Ольденбургской династии, Кристиан I, получил его по наследству от матери в 1459 году.
С годами Готторпская резиденция постоянно расширялась и перестраивалась, особенно при датском монархе Фредерике I, который избрал её основным местом своего пребывания и здесь же умер. При разделе Шлезвиг-Гольштейна в 1544 году замок Готторп отошёл к третьему младшему сыну Фредерика — герцогу Адольфу. Отсюда его потомки управляли одной третью Шлезвиг-Гольштейна — герцогством Шлезвиг-Гольштейн-Готторп.
Владельцы Готторпа стремились поддерживать дружественные отношения с Россией. Герцог Фредерик III направил к московскому двору своего придворного Олеария, написавшего позднее ценную книгу о России того времени. Он же заказал изготовление самого большого в мире Готторпского глобуса, для размещения которого в саду был сооружён особый павильон в восточном стиле. Впоследствии глобус попал в собрание русского царя и ныне экспонируется в Кунсткамере в Санкт-Петербурге.

## Современный дворец
Свой нынешний вид дворец приобрёл в 1697—1703 годах, когда была осуществлена его полномасштабная реконструкция по барочному проекту шведского придворного архитектора Никодемуса Тессина-младшего. В сдержанной архитектуре дворца преобладают итальянские мотивы, почерпнутые Тессином из произведений своего кумира Бернини. Массивный бельведер, популярный в те годы элемент дворцовой архитектуры, выполнял роль донжона, являясь символом феодальной власти.
Не успело строительство закончиться, как датские войска оккупировали Готторп. На повестку дня встал т. н. Готторпский вопрос. За короткое время предметы обстановки были разграблены, интерьеры пришли в негодность. Зять Петра I — Карл Фридрих Гольштейн-Готторпский — никогда не жил в усадьбе своих предков, предпочитая более безопасное и  безбедное существование в Эйтинском замке у родственников или при царском дворе. В XIX веке в Готторпе помещались казармы, сначала датские, а потом прусские.
После Второй мировой войны Готторп был приспособлен для приёма перемещённых лиц.
Власти земли Шлезвиг-Гольштейн принялись за планомерную реставрацию Готторпского замка. Восстановлен был и давно уничтоженный регулярный парк на версальский манер вместе с Глобусным павильоном, в котором в 2008 году была установлена современная копия Готторпского глобуса.
В 2003 году Готторпский замок, как символ единства российской и германской истории, был избран для проведения встречи между президентом России В. Путиным и канцлером Германии Г. Шрёдером.